# 西新橋郵便局

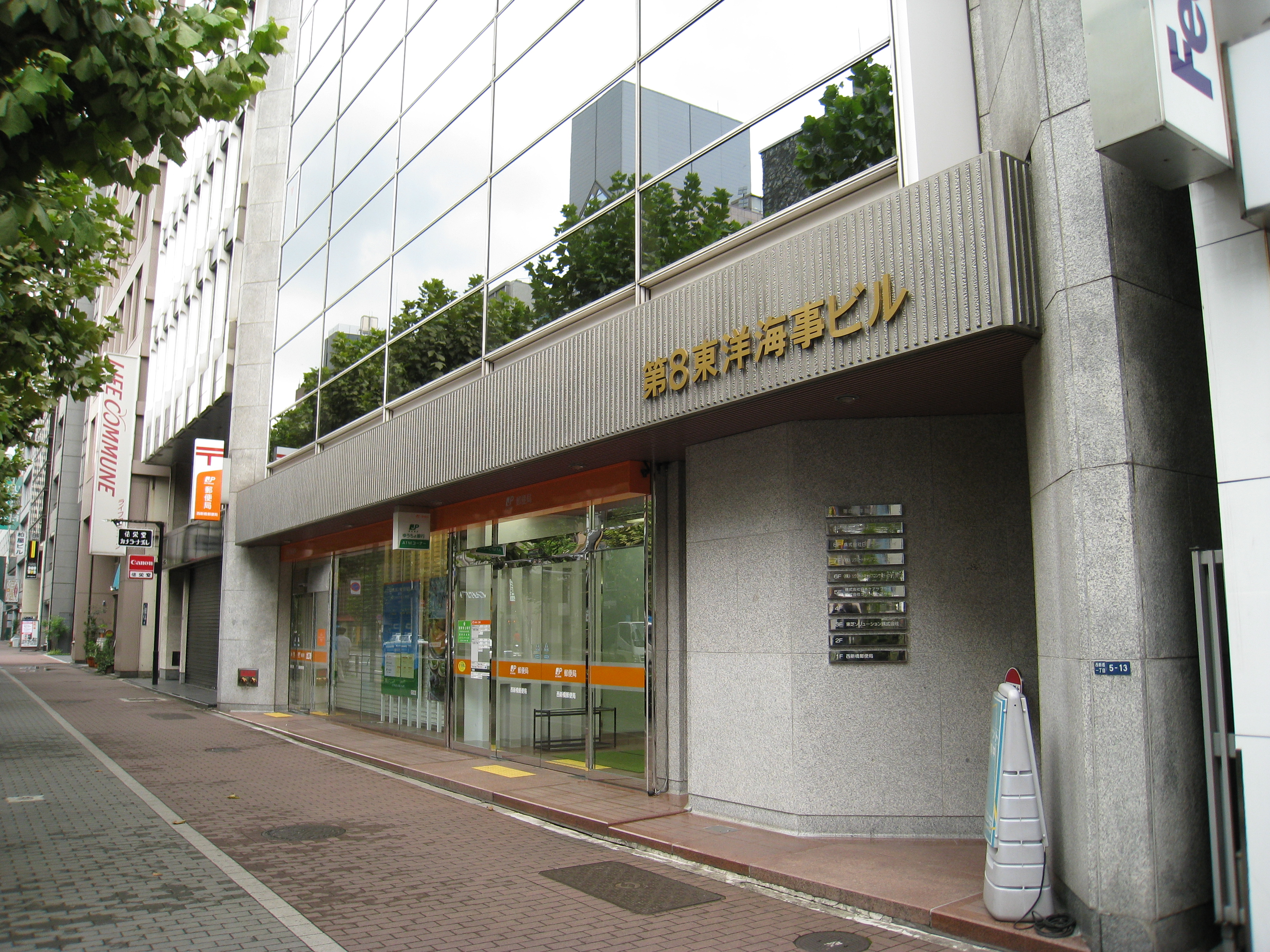
西新橋郵便局入口

西新橋郵便局（にししんばしゆうびんきょく）は、東京都港区西新橋にある郵便局である。

## 概要
住所：〒105-0003 東京都港区西新橋1-5-13 第8東洋海事ビル1階
西新橋一郵便局と日比谷セントラルビル内郵便局（ともに民営化以前の分類では無集配特定郵便局）を統合し、新銀行東京新橋店跡地に開局した郵便局である。
物販サービスの提供や「コンシェルジュ」の配置など、新コンセプトの郵便局を謳って開局された。

## 沿革
西新橋一郵便局
- 1882年（明治15年） - 久保町（くぼまち）郵便分局として開局[2]。
- 1883年（明治16年）5月 - 久保町郵便受取所となる。
- 1892年（明治25年）5月16日 - 桜田久保町（さくらだくぼまち）郵便受取所に改称。
- 1898年（明治31年）1月26日 - 桜田本郷町（さくらだほんごうちょう）郵便受取所に改称。
- 1898年（明治31年）12月1日 - 芝桜田（しばさくらだ）郵便受取所に改称。
- 1903年（明治36年）3月26日 - 電信取扱所を設置。
- 1905年（明治38年）4月1日 - 芝桜田郵便局（三等）となる。
- 1952年（昭和27年）12月22日 - 港琴平町（みなとことひらちょう）郵便局に改称[3]。
- 1957年（昭和32年）2月25日 - 和文電報受付事務の取扱を開始。
- 1963年（昭和38年）11月21日 - 郵便振替貯金の小切手払の取扱を開始。
- 1977年（昭和52年）10月1日 - 港虎ノ門一郵便局に改称。
- 1986年（昭和61年）3月3日 - 港区西新橋一丁目に移転するとともに、西新橋三井ビル内郵便局に改称。
- 1998年（平成10年）10月1日 - 西新橋一郵便局に改称。
- 2007年（平成19年）10月1日 - 民営化

日比谷セントラルビル内郵便局
- 1962年（昭和37年）11月21日 - 日石本館内郵便局として、港区芝田村町一丁目に開局[4]。
- 1983年（昭和58年）6月6日 - 隣接地の日比谷セントラルビルに移転し、日比谷セントラルビル内郵便局に改称。
- 2007年（平成19年）10月1日 - 民営化

西新橋郵便局
- 2009年（平成21年）6月1日 - 西新橋一郵便局を港区西新橋一丁目24-14から同5-13に移転、局名を西新橋郵便局に改称。同日、日比谷セントラルビル内郵便局を西新橋郵便局に統合し廃止[5]。
- 2012年（平成24年）10月1日 - 日本郵便株式会社発足。

## 取扱内容
- 郵便、印紙、ゆうパック、集荷
- 貯金、為替、振替、振込、国際送金、外貨両替・トラベラーズチェック、国債
- 生命保険、バイク自賠責保険
- ゆうちょ銀行ATM

## 周辺
- 霞が関官庁街
- 日比谷公園

## アクセス
- 都営三田線 内幸町駅から徒歩約5分
- 東京メトロ銀座線 虎ノ門駅もしくは新橋駅から徒歩約10分
- 都営バス 西新橋一丁目停留所もしくは内幸町停留所下車
- 外堀通り沿い
- 駐車場なし